# Birsfelden
Birsfelden är en ort och kommun i distriktet Arlesheim i kantonen Basel-Landschaft i Schweiz. Kommunen har 10 338 invånare (2023). Det är en förort till staden Basel, belägen vid floden Birs utlopp i Rhen.
En majoritet (85,4 %) av invånarna är tyskspråkiga (2014). En italienskspråkig minoritet på 3,5 % lever i kommunen. 28,2 % är katoliker, 25,1 % är reformert kristna och 46,8 % tillhör en annan trosinriktning eller saknar en religiös tillhörighet (2014).